# Liste der Biografien/Schlu
Liste der Biografien |
Portal Biografien |
Personensuche
# |
A |
B |
C |
D |
E |
F |
G |
H |
I |
J |
K |
L |
M |
N |
O |
P |
Q |
R |
S |
T |
U |
V |
W |
X |
Y |
Z |
?
 
Sa |
Sb |
Sc |
Sd |
Se |
Sf |
Sg |
Sh |
Si |
Sj |
Sk |
Sl |
Sm |
Sn |
So |
Sp |
Sq |
Sr |
Ss |
St |
Su |
Sv |
Sw |
Sy |
Sz
 
Sca–Sce |
Sch |
Sci–Scz
 
Scha |
Schc |
Schd |
Sche |
Schg |
Schi |
Schj |
Schk |
Schl |
Schm |
Schn |
Scho |
Schp |
Schr |
Schs |
Scht |
Schu |
Schv |
Schw |
Schy
 
Schla |
Schle |
Schli |
Schlj |
Schlo |
Schlu |
Schly
Die Liste der Biografien führt alle Personen auf, die in der deutschsprachigen Wikipedia einen Artikel haben. Dieses ist eine Teilliste mit 274 Einträgen von Personen, deren Namen mit den Buchstaben „Schlu“ beginnt.

## Schlu

### Schlub
- Schlub, Julia (* 1989), Schweizer Unihockeyspielerin
- Schlubach, Eric (1878–1962), deutscher Kaufmann und Fregattenkapitän
- Schlubach, Geert Edgar (1909–2003), deutscher Architekt, Bühnenbildner und Collagenkünstler
- Schlubach, Hans Heinrich (1889–1975), deutscher Chemiker und Hochschullehrer
- Schlubach, Heinrich August (1836–1914), deutscher Kaufmann
- Schlubach, Jan (1920–2006), deutscher Szenenbildner und Filmarchitekt
- Schlubeck, Hannah (* 1973), deutsche Panflötistin und Paralympics-SchwimmerinHannah Schlubeck (* 1973)

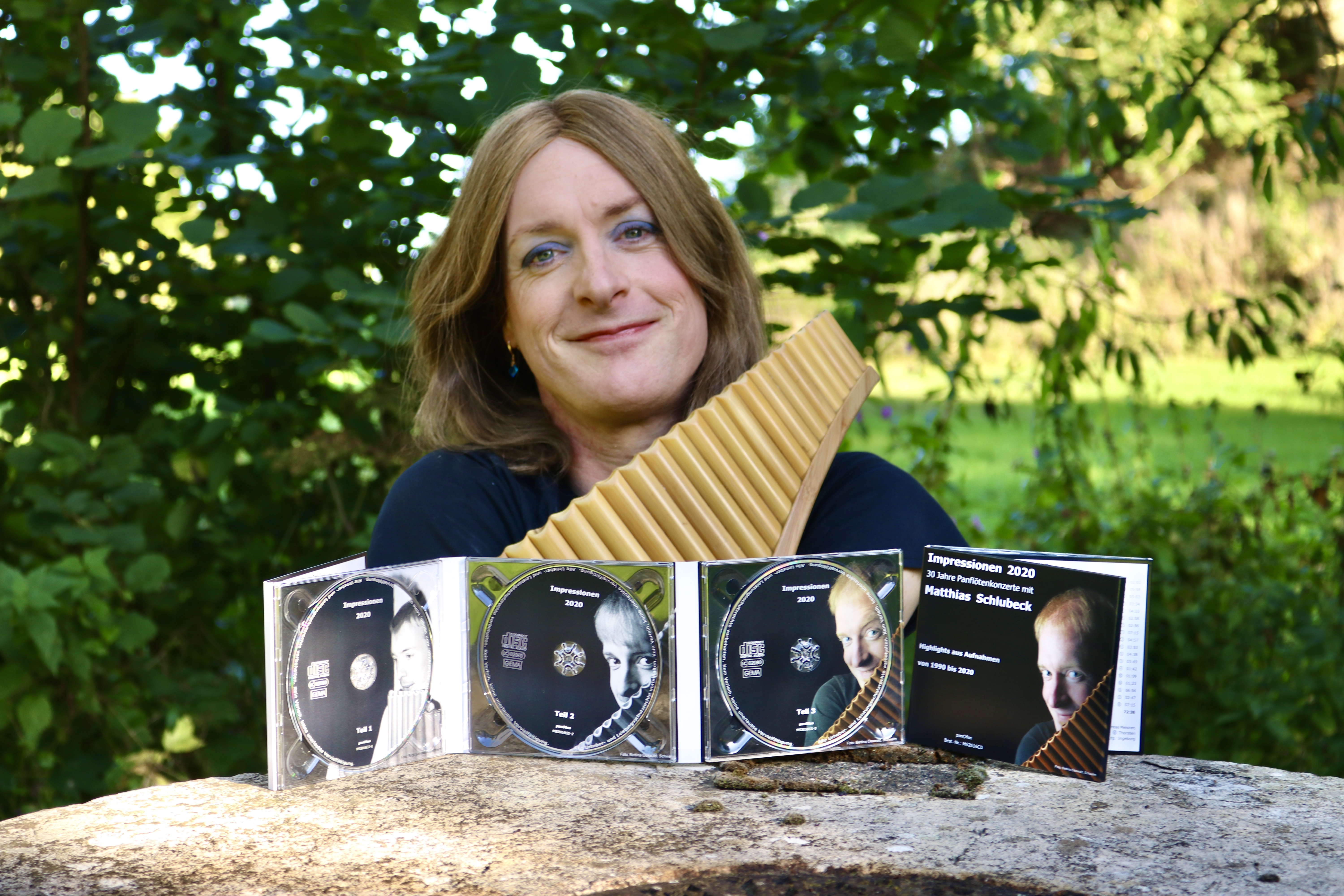
Hannah Schlubeck (* 1973)

### Schluc
- Schluch, Karl (* 1905), deutscher SS-Unterscharführer, an Aktion T4 und Aktion Reinhardt beteiligt
- Schluchter, André (* 1951), Schweizer Historiker
- Schlüchter, Christian (* 1947), Schweizer Geologe
- Schlüchter, Ellen (1938–2000), deutsche Rechtswissenschaftlerin
- Schlüchter, Jolanda (* 1994), Schweizer Unihockeyspielerin
- Schluchter, Wolf (1944–2018), deutscher Sozialwissenschaftler
- Schluchter, Wolfgang (* 1938), deutscher Soziologe
- Schlüchtermann, Joachim (1928–2016), deutscher Journalist, Politiker (FDP), Sporthistoriker
- Schluchtmann, Wilhelm (1877–1930), deutscher Politiker (SPD), MdL
- Schluck, Paul (1873–1941), deutscher Optiker und Sportfunktionär
- Schlück, Thomas (* 1943), deutscher Übersetzer und Literaturagent
- Schluckebier, Friedrich der Ältere (1845–1902), deutscher Bildhauer
- Schluckebier, Friedrich der Jüngere (1875–1954), deutscher Bildhauer
- Schluckebier, Günter (1933–2002), deutscher Politiker (SPD), MdL, MdB
- Schluckebier, Hermann (1886–1951), deutscher Architekt und Politiker (DNVP), MdL
- Schluckebier, Ludwig (1779–1861), deutscher Bürgermeister und Abgeordneter
- Schluckebier, Wilhelm (* 1949), deutscher Jurist, Richter des Bundesverfassungsgerichts
- Schlucker, Philipp (1748–1820), österreichischer Baumeister
- Schlücker, Sebastian (* 1973), deutscher physikalischer Chemiker und Professor

### Schlud
- Schlude, Anton (1808–1863), deutscher Natur- und Heimatdichter
- Schludecker, Elke (* 1953), deutsche Fernschachspielerin und Fernschachgroßmeisterin
- Schludermann, Shirin (1939–2020), kanadische Psychologin und Professorin

### Schlue
- Schluep, Walter (1928–2006), Schweizer Jurist
- Schlüer, Ulrich (* 1944), Schweizer PolitikerUlrich Schlüer (* 1944)

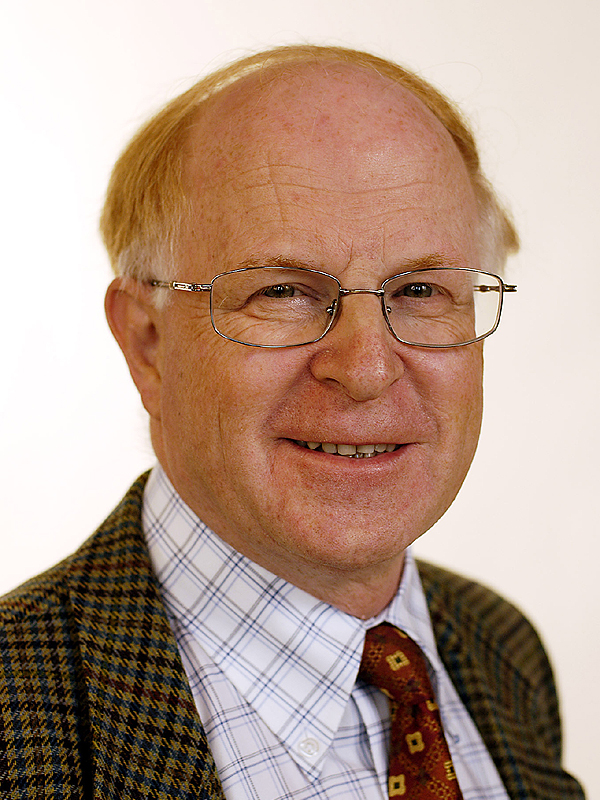
Ulrich Schlüer (* 1944)

### Schlug
- Schluga von Rastenfeld, August (1841–1917), österreichischer Offizier und deutscher Spion
- Schluga, Franz von (1813–1889), österreichischer Beamter und Politiker, Landtagsabgeordneter

### Schluk
- Schlukebir, Katie (* 1975), US-amerikanische Tennisspielerin
- Schluktow, Wiktor Wassiljewitsch (* 1954), russischer Eishockeyspieler

### Schlum
- Schlümbach, Friedrich von (1842–1901), deutschamerikanischer Erweckungsprediger und Gründer des ersten CVJM in Deutschland
- Schlumberger von Goldeck, Robert (1814–1879), österreichischer Sekthersteller und Unternehmer
- Schlumberger von Goldeck, Robert (1850–1939), österreichischer Weingutbesitzer
- Schlumberger, Camille Gabriel (1864–1958), elsässischer Textildesigner und Dekorationsmaler sowie Fabrikant von Toile-de-Jouy (bedruckter Kattun-Stoff)
- Schlumberger, Charles (1825–1905), französischer Marine-Ingenieur, Paläontologe, Zoologe und Geologe
- Schlumberger, Conrad (1878–1936), französischer Geophysiker und Geologe
- Schlumberger, Daniel (1904–1972), französischer Orientarchäologe
- Schlumberger, Eugen (* 1929), deutscher Fußballspieler
- Schlumberger, Gustave (1844–1929), französischer Historiker
- Schlumberger, Hella (* 1943), deutsche Schriftstellerin und Journalistin
- Schlumberger, Jean (1877–1968), deutsch-französischer Journalist und Schriftsteller
- Schlumberger, Jörg A. (* 1939), deutscher Althistoriker
- Schlumberger, Josefine (* 1994), deutsche Weinkönigin 2015/2016
- Schlumberger, Karl-Heinz (* 1947), deutscher Kommunalpolitiker (CDU)
- Schlumberger, Madeleine (1900–1981), französische Malerin
- Schlumberger, Marcel (1884–1953), französischer Ingenieur und Geophysiker
- Schlumberger, Nicolas (1782–1867), elsässischer Politiker, Fabrikant und Pionier der Textilindustrie von Gebweiler
- Schlumberger, Otto (1885–1958), deutscher Phytomediziner und Agrikulturbotaniker
- Schlumberger, Robert (1872–1958), deutscher Politiker
- Schlumberger, Theodor (1840–1917), deutscher Textilfabrikant und Politiker (NLP), MdR
- Schlumberger, Thorsten (* 1960), deutscher Fußballspieler
- Schlumberger, Wilhelm (1800–1838), Assistent und leitender Mitarbeiter von Johann Nepomuk Mälzel
- Schlumbohm, Christa (* 1943), deutsche Romanistin
- Schlumbohm, Dietrich (1937–2016), deutscher Romanist
- Schlumbohm, Jürgen (* 1942), deutscher Historiker
- Schlumbom, Peter (1887–1959), deutscher Kaufmann und Handelsunternehmer
- Schlumbom, Sybille (* 1964), deutsch-neuseeländische Künstlerin
- Schlump, Ludwig (* 1928), deutscher Fußballspieler
- Schlumpf, Ambrosius (1497–1566), Schweizer Bürgermeister
- Schlumpf, Ambrosius (1573–1635), Schweizer Politiker und Bürgermeister von St. Gallen
- Schlumpf, Caspar († 1524), Schweizer Bürgermeister
- Schlumpf, Christian (* 1976), Schweizer Filmkomponist
- Schlumpf, Dominik (* 1991), Schweizer Eishockeyspieler
- Schlumpf, Elisabeth (* 1932), schweizerische Psychotherapeutin und Autorin
- Schlumpf, Fabienne (* 1990), Schweizer Hindernis- und LangstreckenläuferinFabienne Schlumpf (* 1990)

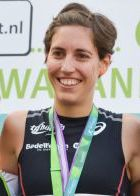
Fabienne Schlumpf (* 1990)

- Schlumpf, Fritz (1906–1992), Schweizer Textilproduzent und Automobilsammler
- Schlumpf, Hans (1904–1989), Schweizer Textilproduzent und Automobilsammler
- Schlumpf, Hans Peter (1953–2008), Schweizer Politiker der Freisinnig-Demokratischen Partei
- Schlumpf, Hans-Ulrich (* 1939), Schweizer Filmregisseur
- Schlumpf, Heinrich (1702–1783), Schweizer Politiker und Bürgermeister
- Schlumpf, Johann Georg (1858–1942), Schweizer Ingenieur, Erfinder und Unternehmer
- Schlumpf, Kaspar (1510–1587), Schweizer Bürgermeister
- Schlumpf, Leon (1925–2012), Schweizer PolitikerLeon Schlumpf (1925–2012)

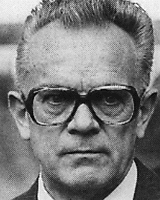
Leon Schlumpf (1925–2012)

- Schlumpf, Marie (1853–1907), schweizerische Schriftstellerin
- Schlumpf, Martin (* 1947), Schweizer Musiker, Komponist und Improvisator
- Schlumpf, Melchior (1797–1880), Schweizer Jesuit und Pädagoge
- Schlumprecht, Karl (1901–1970), deutscher Politiker (NSDAP), MdR, SS-Brigadeführer
- Schlums, Johannes (1903–1980), deutscher Bauingenieur und Rektor der Technischen Hochschule Hannover (1956–1957)

### Schlun
- Schlunck, Angelika (* 1960), deutsche Juristin
- Schlund, Erhard (1888–1953), deutscher Ordensgeistlicher, Religionswissenschaftler und Philosoph
- Schlund, Fidel (1805–1882), deutschamerikanischer Aufklärer an der Spitze der revolutionären Bewegung 1848/1849
- Schlund, Günther (1928–2004), deutsch-schweizerischer Hornist
- Schlund, Johann Sigismund von (1656–1710), kurbrandenburgisch-preußischer Oberst, dänischer und russischer Generalmajor
- Schlund, Robby (* 1967), deutscher Politiker (CDU), MdB
- Schlünder, Ernst-Ulrich (1929–2019), deutscher Ingenieur für Thermische Verfahrenstechnik
- Schlünder, Guido (* 1964), deutscher Jurist
- Schlünder, Susanne, deutsche Romanistin und Hochschullehrerin
- Schlundt, Heinz (1920–1994), deutscher Leichtathlet und Trainer
- Schlundt, Therese (1922–2014), deutsche Hebamme
- Schlunegger, Albert (1938–2000), Schweizer Skirennfahrer und Trainer
- Schlunegger, Georg (* 1980), Schweizer Komponist, Songwriter und Produzent
- Schlunegger, Hans (1912–1948), Schweizer Skirennfahrer und Bergführer
- Schlunegger, Hans (* 1944), Schweizer Skirennfahrer und Trainer
- Schlunegger, Hedy (1923–2003), Schweizer Skirennfahrerin
- Schlunegger, Jean-Pierre (1925–1964), Schweizer Schriftsteller
- Schlung, Mathias (* 1971), deutscher Schauspieler, Musicaldarsteller und Comedian
- Schlunk, Franz (1872–1936), deutscher Kaufmann, Politiker (CSP, DNVP), MdBB und Bremer Senator
- Schlunk, Franz (1897–1964), deutscher Politiker (FD, SPD), MdBB
- Schlunk, Martin (1874–1958), deutscher Missionswissenschaftler
- Schlünken, Justin (* 1995), deutscher Basketballtrainer
- Schlüns, Carl (1870–1936), deutscher Ingenieur und Maschinenbauer
- Schlünz, Annette (* 1964), deutsche Komponistin
- Schlünz, Friedrich-Karl (1900–1978), deutscher Chemiker und Hochschullehrer
- Schlünz, Juri (* 1961), deutscher Fußballspieler und -trainerJuri Schlünz (* 1961)

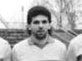
Juri Schlünz (* 1961)

- Schlünz, Marina (* 1956), deutsche Ingenieurin und Professorin an der Hochschule Hannover

### Schlup
- Schlup, Hans (1936–1996), Schweizer Offizier
- Schlup, Jürg (* 1955), Schweizer Arzt und Ärztefunktionär
- Schlup, Max (1917–2013), Schweizer Architekt der "Solothurner Schule"
- Schlup, Robert, tschechischer Skispringer
- Schlupf, Sebastian Vitus (1761–1826), deutscher Bildhauer und Zeichenlehrer
- Schlüpfer, Mex, deutscher Schauspieler
- Schlüpmann, Heide (* 1943), deutsche Filmwissenschaftlerin
- Schlupp, Beate (* 1965), deutsche Politikerin (CDU), MdL
- Schlupp, Jeffrey (* 1992), deutsch-ghanaischer Fußballspieler
- Schlupper, Johannes (1908–1980), deutscher SS-Obersturmführer
- Schluppkotten, Kurt (1905–1976), deutscher Industriemanager

### Schlur
- Schlürmann, Jan (* 1974), deutscher Historiker, Referent im Schleswig-Holsteinischen Landtag
- Schluroff, Miro (* 2000), deutscher Handball- und BeachhandballspielerMiro Schluroff (* 2000)

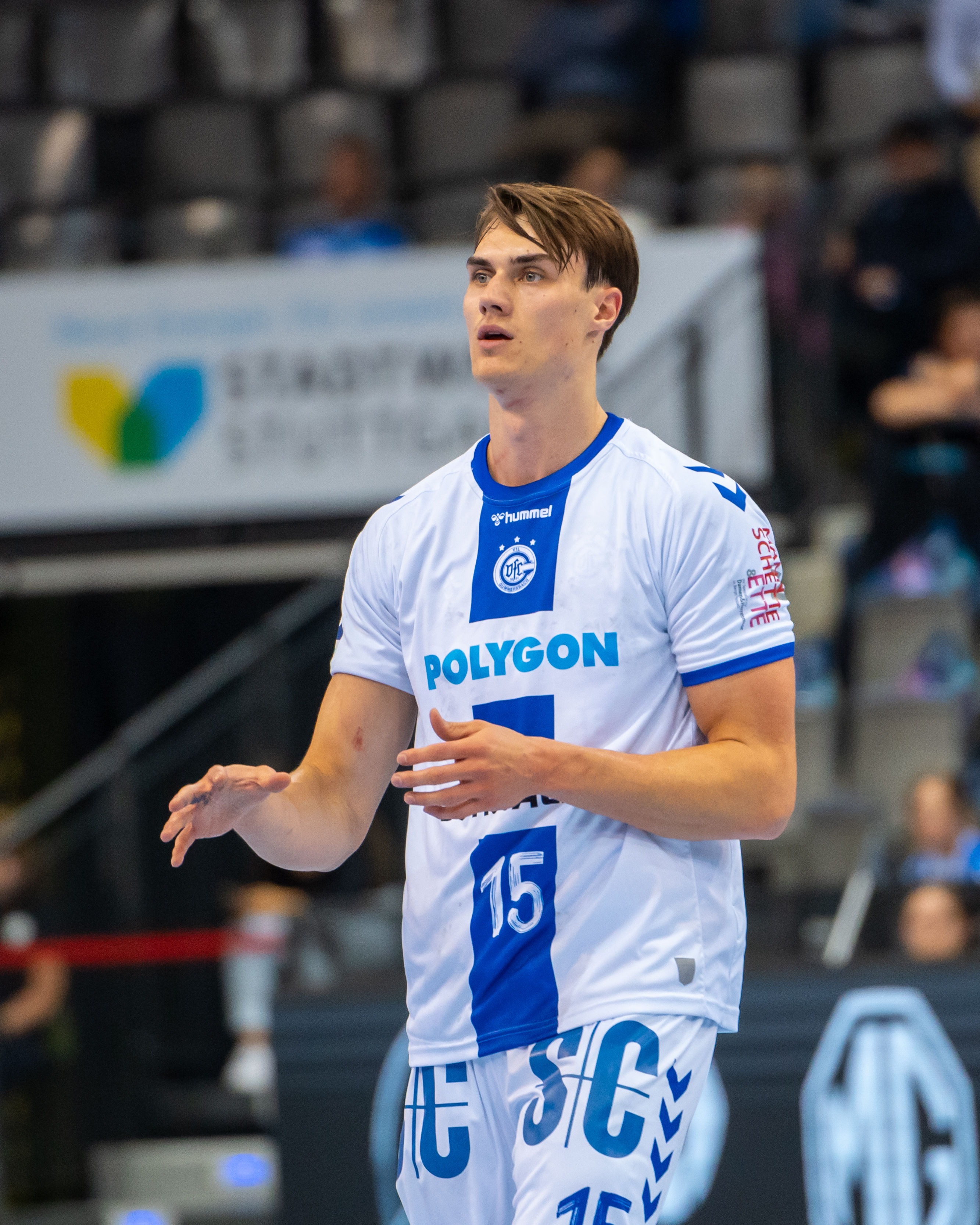
Miro Schluroff (* 2000)

### Schlus
- Schlusche, Anton (1897–1940), tschechoslowakischer Journalist und Politiker
- Schlusche, Eduard (1894–1945), deutscher römisch-katholischer Buchhändler und Märtyrer
- Schlüschen, Hermann (1904–1996), deutscher Theatermaler und Künstler
- Schlusnus, Annemarie (1904–1990), deutsche Sängerin (Sopran)
- Schlusnus, Heinrich (1888–1952), deutscher Opern- und Konzertsänger (Bariton)
- Schluß, Henning (* 1968), deutscher Theologe und Erziehungswissenschaftler
- Schlüsselberger, Epi (1926–2023), österreichische Grafikerin und Kostümbildnerin
- Schlüsselburg, Conrad (1543–1619), deutscher evangelischer Theologe und Historiker
- Schlüsselburg, Manfred (* 1947), deutscher Nationenpreisreiter und Springreiter
- Schlüsselburg, Sebastian (* 1983), deutscher Politiker (SPD, Die Linke), MdA
- Schlüsselburg, Sven (* 1981), deutscher Springreiter
- Schlüsselburg, Verena (* 1950), deutsche Kommunalpolitikerin (DBD, CDU), MdV
- Schlüsser, Adolf von (1793–1863), preußischer Generalleutnant
- Schlusser, Gotthold (1865–1940), evangelischer Pfarrer
- Schlüßler, Thilo (* 1972), deutscher Schauspieler, Theaterregisseur und Geschäftsführer

### Schlut
- Schlüter, Achim, deutscher Umwelt-Ökonom
- Schlüter, Alexander (* 1985), deutscher Sportjournalist
- Schlüter, Andreas, deutscher Architekt und BildhauerAndreas Schlüter

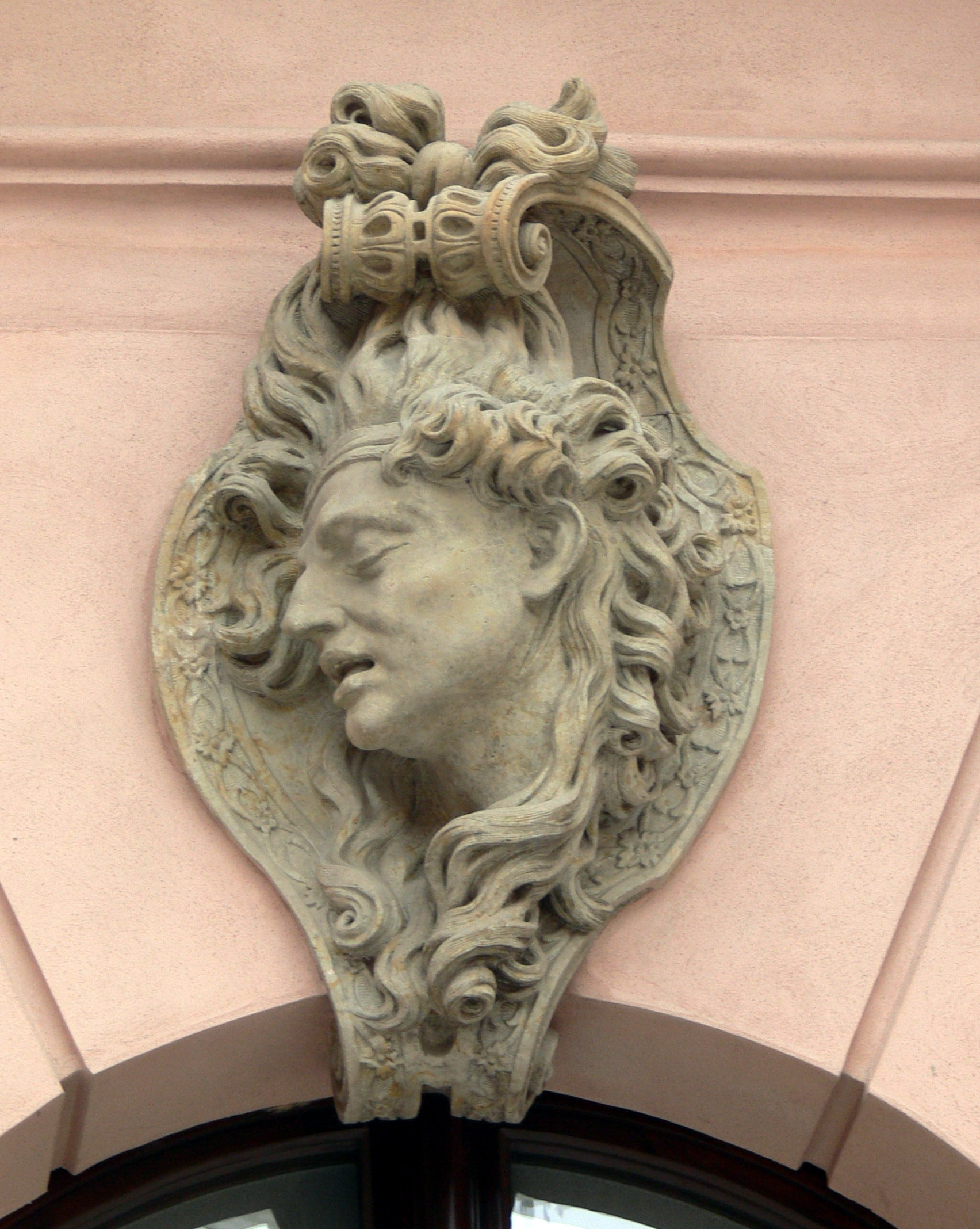
Andreas Schlüter

- Schlüter, Andreas (* 1956), deutscher Rechtswissenschaftler und Hochschullehrer
- Schlüter, Andreas (* 1958), deutscher Kinder- und Jugendbuchautor
- Schlüter, Ann-Helena (* 1976), deutsche Pianistin, Organistin, Komponistin, Buchautorin und Lyrikerin
- Schlüter, Anna (1886–1971), deutsche Kommunalpolitikerin (SPD)
- Schlüter, Anne (* 1950), deutsche Pädagogin
- Schlüter, Anton (1867–1949), deutscher Unternehmer und Gründer des Traktorenherstellers Anton Schlüter München
- Schlüter, Arnold (1802–1889), deutscher Jurist und Politiker
- Schlüter, Arnulf (1922–2011), deutscher Astrophysiker
- Schlüter, Arnulf (* 1978), deutscher Ägyptologe
- Schlüter, August (1825–1908), deutscher Jurist und Lokalpolitiker
- Schlüter, August (1858–1928), deutscher Maler und Schriftsteller
- Schlüter, Barbara (* 1948), deutsche Historikerin, Kommunikationsberaterin, Coach und Autorin
- Schlüter, Bernd (* 1969), deutscher Rechtswissenschaftler
- Schlüter, Berta, deutsche Wasserspringerin
- Schlüter, Carina (* 1996), deutsche FußballtorhüterinCarina Schlüter (* 1996)

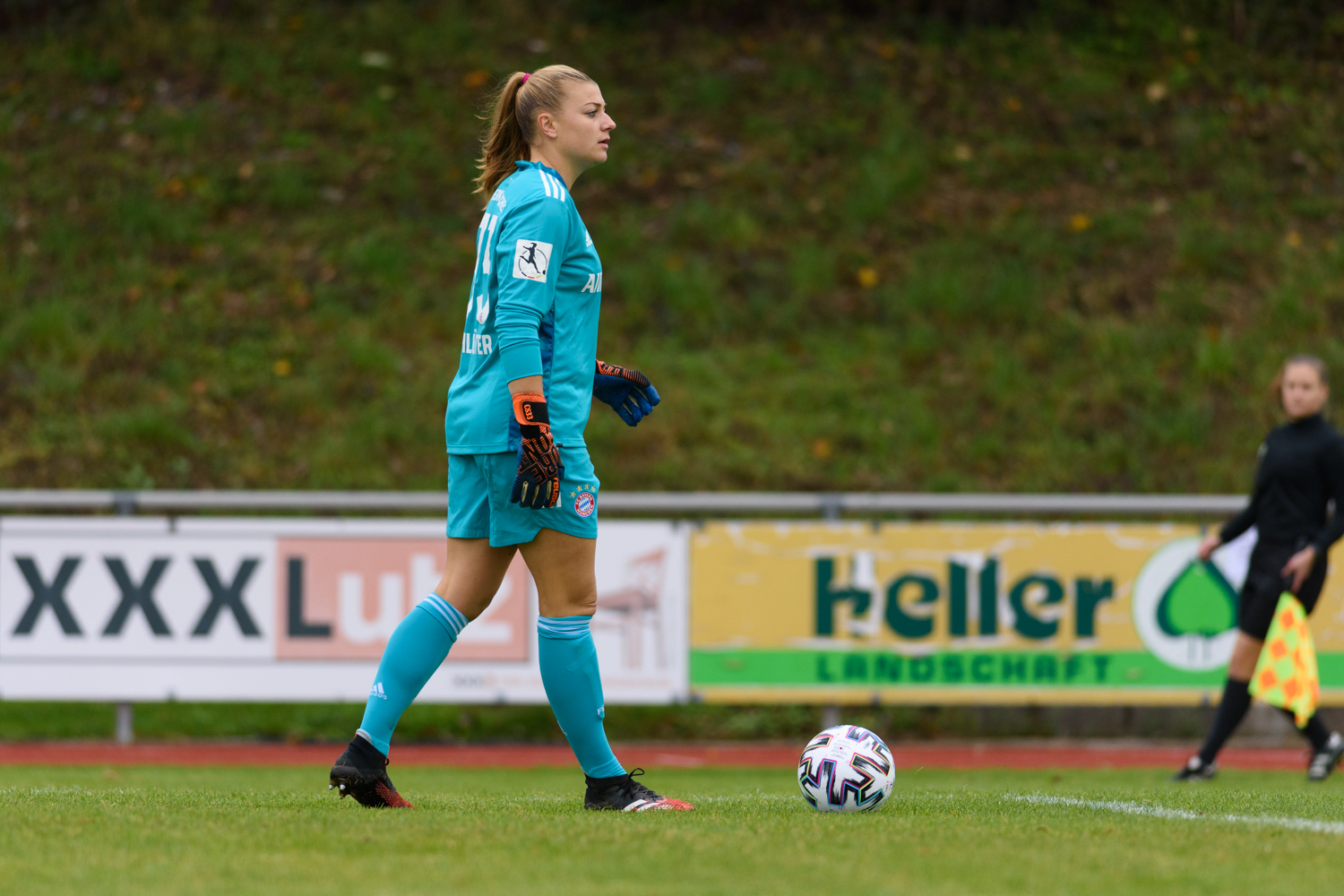
Carina Schlüter (* 1996)

- Schlüter, Carl (1846–1884), deutscher Bildhauer
- Schlüter, Cathrin (* 1980), deutsche Volleyball-Nationalspielerin
- Schlüter, Christoph (1614–1690), Pfarrer in Dabrun und Frohburg
- Schlüter, Christoph Andreas (1668–1743), deutscher Zehntner, Metallurg, Metallhüttenfachmann und Autor
- Schlüter, Christoph Bernhard (1801–1884), deutscher Dichter und Philosoph
- Schlüter, Clemens August (1835–1906), deutscher Geologe und Paläontologe, Hochschullehrer
- Schlüter, Curt (1881–1944), deutscher Naturwissenschaftler und Unternehmer
- Schlüter, David (1758–1844), deutscher Jurist und Hamburger Bürgermeister (1835–1843)
- Schlüter, Dieter (* 1931), deutscher Ingenieur
- Schluter, Dolph (* 1955), kanadischer Evolutionsbiologe
- Schlüter, Elisabeth (1924–1978), deutsche freischaffende Malerin und Illustratorin
- Schlüter, Erich (1903–1977), deutscher Richter und Vertriebenenfunktionär
- Schlüter, Erna (1904–1969), deutsche Opernsängerin (hochdramatischer Sopran)
- Schlüter, Franz (1925–2006), deutscher Politiker (CDU), MdL
- Schlüter, Friedrich (1796–1873), deutscher Entomologe, Fossiliensammler und Malakologe
- Schlüter, Friedrich Hermann (1851–1919), deutscher Archivar, Autor, Schriftsteller und Herausgeber
- Schlüter, Friedrich Wilhelm (1803–1860), deutscher Verwaltungsjurist
- Schlüter, Georg (1859–1938), deutscher Verwaltungsjurist, Bürgermeister von Greifswald
- Schlüter, Georg Christoph († 1824), deutscher Buchdrucker und Verleger
- Schlüter, Georg Robert (1850–1931), deutscher Kapitän und Kap Hoornier
- Schlüter, Gerhard (1937–1998), deutscher Künstler
- Schlüter, Gerhard (1939–2018), deutscher Toxikologe
- Schlüter, Gisela (1914–1995), deutsche Schauspielerin und Kabarettistin
- Schlüter, Gottfried (1605–1666), deutscher Logiker und lutherischer Theologe
- Schlüter, Gottfried der Ältere (1567–1637), deutscher Logiker und lutherischer Theologe
- Schlüter, Gustav (1837–1903), preußischer Generalleutnant
- Schlüter, Hein (1903–2001), deutscher Autor und Herausgeber
- Schlüter, Heinrich (1593–1654), deutscher Kaufmann
- Schlüter, Heinrich (1815–1844), deutscher Astronom
- Schlüter, Heinrich (1883–1971), deutscher Politiker (Zentrum, CDU), MdL
- Schlüter, Heinrich (1917–2012), deutscher Dirigent, Musikoffizier der Bundeswehr
- Schlüter, Heinz (1925–2008), deutscher Botaniker, Forstwissenschaftler und Hochschullehrer
- Schlüter, Heinz (* 1948), österreichischer Tischtennisspieler
- Schlüter, Heinz-Peter (1949–2015), deutscher Metallproduzent und -händler, Aufsichtsratsvorsitzender und Alleininhaber der Trimet Aluminium SE
- Schlüter, Helmut (1925–1967), deutscher Gewerkschafter und Politiker (SPD), MdB
- Schlüter, Henning († 1672), Herzoglich Sachsen-Altenburgischer Münzwardein in Saalfeld, dann Braunschweig-Lüneburgischer Münzmeister in Goslar und Zellerfeld
- Schlüter, Henning (1927–2000), deutscher Schauspieler
- Schlüter, Herbert (1906–2004), deutscher Schriftsteller und Übersetzer
- Schlüter, Hermann (1908–1982), deutscher Politiker (CDU), MdBB, Präses der Handwerkskammer
- Schlüter, Hermann Wilhelm (1846–1900), deutscher Buchdrucker und Verleger
- Schlüter, Horst (* 1929), deutscher Fußballspieler
- Schlüter, Jan-Philippe (* 1977), deutscher Hörfunkjournalist
- Schlüter, Jean Mitja (* 1986), deutscher Radrennfahrer
- Schlüter, Joachim (* 1968), deutscher Komponist für Filmmusik
- Schlüter, Johann Christian Heinrich († 1808), klassizistischer Architekt und Baukondukteur
- Schlüter, Johann Christoph (1767–1841), deutscher Philologe
- Schlüter, Johann Dietrich (1723–1772), deutscher Senatssekretär
- Schlüter, Johann Heinrich (1669–1731), deutscher Jurist und Bürgermeister in Berlin
- Schlüter, Johannes (1922–2002), deutscher Erziehungswissenschaftler
- Schlüter, Jörg, deutscher Hörspielregisseur
- Schlüter, Julius David (1828–1900), deutscher Kaufmann
- Schlüter, Jürgen (1937–2017), deutscher Generalmajor der Luftwaffe der Bundeswehr
- Schlüter, Karin (* 1937), deutsche Dressurreiterin
- Schlüter, Karl (1852–1916), deutscher Bürgermeister und Politiker, MdR
- Schlüter, Karl (1907–1993), deutscher Architekt und Baubeamter
- Schlüter, Karl-Heinz (1920–1995), deutscher Pianist
- Schlüter, Klaus, deutscher Phytomediziner
- Schlüter, Klaus (* 1939), deutscher Politiker, Minister ohne Geschäftsbereich der DDR
- Schlüter, Klemens (1911–1963), deutscher Regierungspräsident und Landrat des Landkreises Bernkastel
- Schlüter, Kurt (* 1927), deutscher Anglist und Hochschullehrer
- Schlüter, Lasse (* 1992), deutscher Fußballspieler
- Schlüter, Leonhard (1921–1981), deutscher Politiker (DKP, DRP, FDP), MdL und Verleger
- Schlüter, Ludwig (1880–1951), deutscher Politiker, Bremer Senator (SPD)
- Schlüter, Ludwig August (1797–1881), deutscher Verwaltungsjurist
- Schlüter, Manfred (* 1953), deutscher Autor, Illustrator und freier Künstler
- Schlüter, Margildis (1920–1997), deutsche Klassische Archäologin und Numismatikerin
- Schlüter, Margret (* 1952), deutsche Verwaltungsjuristin
- Schlüter, Matthäus (1648–1719), deutscher Jurist
- Schlüter, Matthias (* 1952), deutscher Maler, Zeichner und Lithograf
- Schlüter, Matthias (* 1963), deutscher Schauspieler
- Schlüter, Meike (* 1971), deutsche Schauspielerin und VerlagslektorinMeike Schlüter (* 1971)

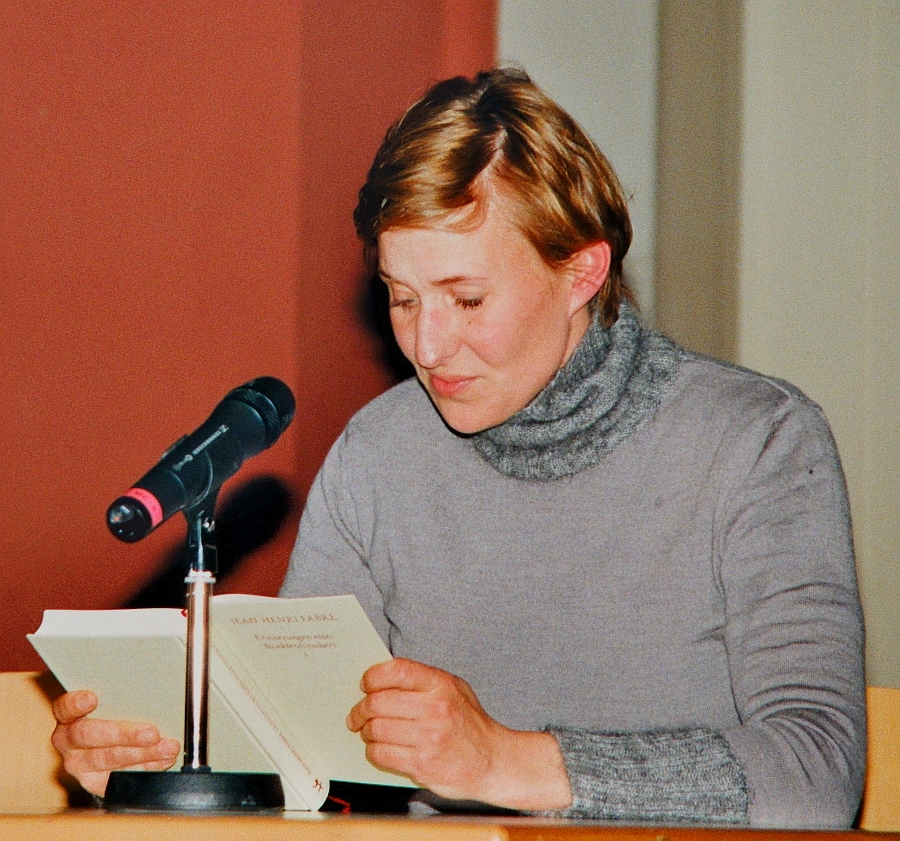
Meike Schlüter (* 1971)

- Schluter, Michael (* 1947), britischer Agrarökonom, Sozialreformer, Redner und Autor
- Schlüter, Nanny (* 1935), deutsche Leichtathletin
- Schlüter, Otto (1872–1959), deutscher Geograph
- Schlüter, Otto (* 1920), deutscher Waffenhändler
- Schlüter, Philipp M. (* 1978), österreichischer Biologe an der Universität Hohenheim
- Schlüter, Poul (1929–2021), dänischer Politiker, Mitglied des Folketing, MdEP
- Schlüter, Reinhard (1821–1890), deutscher Jurist und Politiker (DFP), MdR
- Schlüter, Richard (* 1943), deutscher römisch-katholischer Theologe
- Schlüter, Robert (1892–1980), deutscher Generalleutnant im Zweiten Weltkrieg
- Schlüter, Severin (1571–1648), deutscher evangelischer Theologe
- Schlüter, Stefan (* 1952), deutscher Diplomat
- Schlüter, Thomas (* 1949), deutscher Geologe
- Schlüter, Thomas (* 1972), deutscher Fußballspieler
- Schlüter, Tim (* 1970), deutscher Moderator, Autor und Unternehmer
- Schlüter, Tom (* 1963), deutscher Pianist, Komponist und Musikproduzent
- Schlüter, Torsten (* 1959), deutscher Maler, Grafiker und Autor
- Schlüter, Walter (1909–1977), deutscher Landrat
- Schlüter, Walter (1911–1977), deutscher Rallyefahrer
- Schlüter, Walter (1921–1989), deutscher Politiker (SPD), MdL
- Schlüter, Wilfried (* 1935), deutscher Rechtswissenschaftler und Hochschullehrer
- Schlüter, Wilhelm (1828–1919), deutscher Naturalienhändler und Ornithologe
- Schlüter, Wilhelm (1844–1930), deutscher Arzt, Geheimer Medizinalrat, Ehrenbürger von Gütersloh
- Schlüter, Wilhelm (1871–1930), deutscher Politiker (SPD), MdR
- Schlüter, Wilhelm (1900–1976), deutscher Politiker (SPD), MdL
- Schlüter, Wilhelm (1912–1993), deutscher Politiker (SPD), MdL
- Schlüter, Willy (1873–1935), deutscher Autor und Vortragsredner
- Schlüter, Wolfgang (1848–1919), deutscher Germanist
- Schlüter, Wolfgang (1933–2018), deutscher Jazzmusiker und HochschullehrerWolfgang Schlüter (1933–2018)

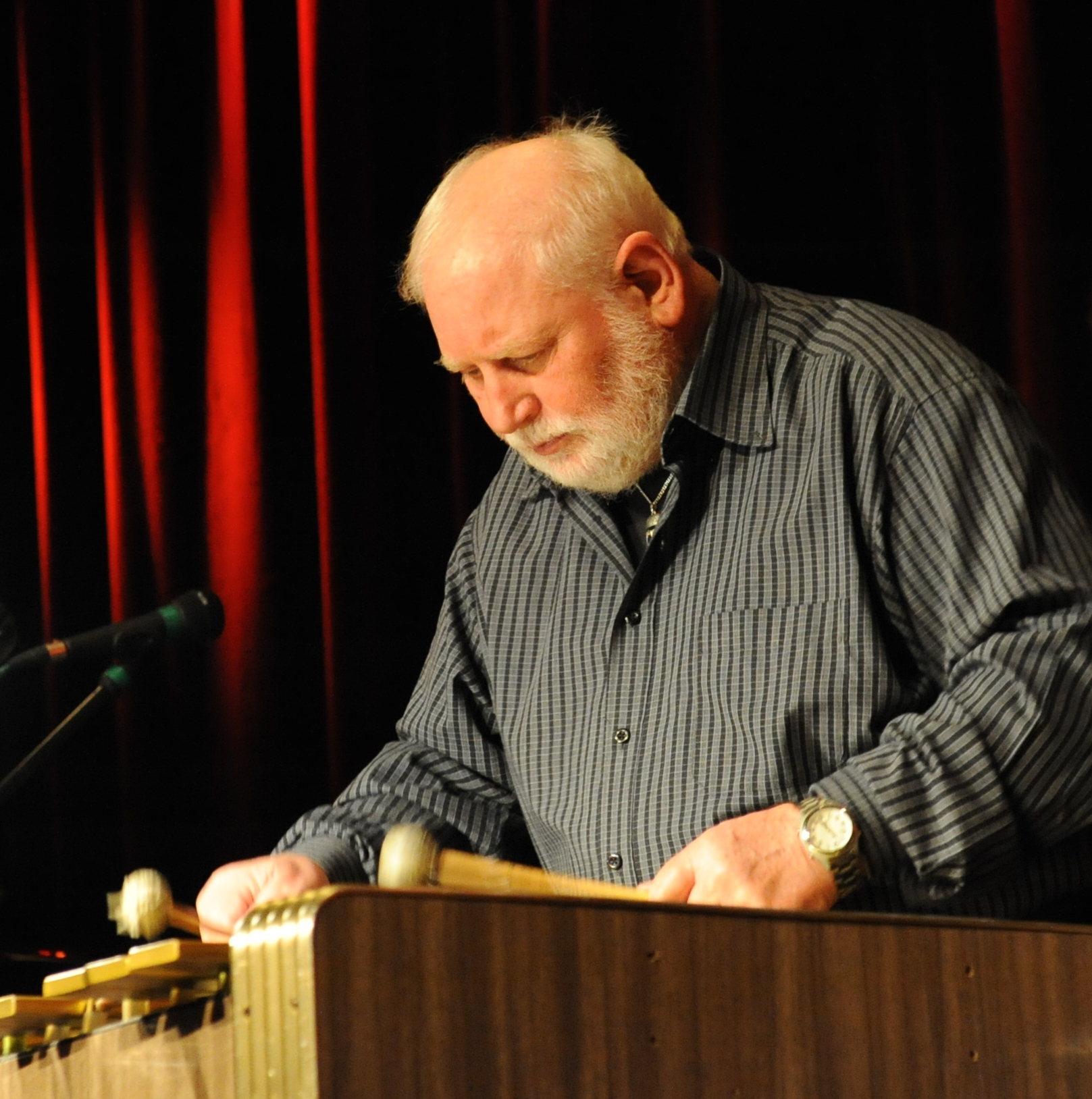
Wolfgang Schlüter (1933–2018)

- Schlüter, Wolfgang (* 1937), deutscher Prähistoriker, provinzialrömischer Archäologe und Hochschullehrer
- Schlüter, Wolfgang (1942–2019), deutscher Maler und Schmuckgestalter
- Schlüter, Wolfgang (1943–2021), deutscher Anthropologe und Sozialphilosoph
- Schlüter, Wolfgang (* 1948), deutscher Schriftsteller und Übersetzer
- Schlüter-Stoll, Veronika (1924–2002), deutsche Bildhauerin
- Schlüterbusch, Günter (1943–2004), deutscher Politiker (SPD), MdL
- Schlutow, Albert (1838–1909), deutscher Unternehmer, Bankier und Politiker (NLP), MdR
- Schlutt, Klaus (* 1944), deutscher Fußballspieler
- Schlutt, Marcel (* 1977), deutscher Schauspieler, Pornodarsteller, Moderator und Fotograf
- Schlütter, Andreas (* 1972), deutscher Skilangläufer und Skilanglauftrainer
- Schlütter, Andreas von (1781–1863), königlich-hannoverischer Generalmajor
- Schlütter, Ernst (1884–1960), deutscher Jurist und Ministerialbeamter
- Schlutter, Franz (1831–1910), deutscher Gutsbesitzer und Politiker, MdL
- Schlutter, Friedrich (1811–1888), deutscher Privatgelehrter und Politiker
- Schlütter, Hans (1913–2003), deutscher Agrarwissenschaftler, Verwaltungsbeamter und Politiker
- Schlütter, Johann von (1749–1827), königlich-hannoverischer Kanzleidirektor in Stade
- Schlütter, Otto Diederich Wilhelm von (1710–1786), deutscher Jurist
- Schlütter, Peter (1893–1959), dänischer Segler
- Schlutter, Rainer (* 1946), deutscher Fußballspieler